# (3263) Bligh
(3263) Bligh ist ein ungefähr fünf Kilometer großer Asteroid des inneren Hauptgürtels, der am 5. Februar 1932 vom Astronomen Karl Wilhelm Reinmuth aus der Weimarer Republik an der Landessternwarte Heidelberg-Königstuhl auf dem Westgipfel des Königstuhls bei Heidelberg (IAU-Code 024) entdeckt wurde.

## Benennung
(3263) Bligh wurde nach Lieutenant William Bligh (1754–1817), einem berühmten Seefahrer, benannt. Bligh segelte mit James Cook, nach dem der Asteroid (3061) Cook benannt wurde, auf dessen zweiter Reise in den Südpazifik – auf der Bounty, nach dem der Asteroid (3264) Bounty benannt ist. In der Meuterei auf der Bounty wurde Bligh mit 18 seiner Besatzungsmitglieder von Meuterern vor den Friendly Islands (heute als Tonga bezeichnet) in einem offenen Boot zurückgelassen. Ohne Karten gelang es Bligh, das winzige Schiff über etwa 4.000 Seemeilen in Sicherheit nach Timor zu navigieren. Bligh wurde von dem Militärgericht, das den Verlust seines Schiffes untersuchen sollte, für sein Kommando über den Stapellauf der Bounty gelobt und von jeder Schuld an der Meuterei freigesprochen. Er blieb jedoch einzigartig in der britischen Marinegeschichte, da er der einzige Marinekommandeur war, der zwei Meutereien erlitt – die zweite ereignete sich im Jahr 1808, als er Gouverneur von New South Wales war.
Der Name wurde von Gareth Vaughan Williams vorgeschlagen und von Edward L. G. Bowell gebilligt, der den Asteroiden endgültig identifizierte.